# آلبورغ
آلبورغ: أو آلبورج (بالدنماركية: Aalborg) أو Ålborg د وتنقحر أيضًا بالهمزة «ألبورغ وألبورج»، وتلفظ ( Danish: ‎[ˈʌlˌpɒˀ]‏ )، مدينة في منطقة شمال يولاند من مملكة الدانمارك، بلغ عدد سكانها 119219 نسمة حسب إحصاء عام 2021م، (142937 نسمة لنفس العام بإضافة تعداد سكان مدينة نوسونبي)، لهذا هي رابع أكبر مدينة في الدانمارك من حيث عدد السكان بعد كوبنهاون، آرهوس، وأودنسه، وهي المدينة المركزية في بلدية آلبورغ وتوصف بأنها عاصمة شمال يولاند. تعد بلدية آلبورغ ثالث أكبر بلدية في الدانمارك من حيث عدد السكان، وقد أخذت شكلها الحالي في الأول من يناير عام 2007م، من خلال اندماج بلدية آلبورغ (1970-2006) والبلديات المجاورة لها: هالس (بالدنماركية: Hals)، نيبي (بالدنماركية: Nibe)، وسايل فلود (بالدنماركية: Sejlflod).

## التسمية
عرف اسم المدينة الذي كان مكتوب على قطع عملة معدنية تعود إلى أربعينيات القرن العاشر بألابور (بالدنماركية: Alabur) وألبو (بالدنماركية: Alebu)، وورد الاسم آلبورج (بالدنماركية: Aleburgh) كإسم للمدينة في السجل العقاري للملك فالديمار، ومعنى الاسم جاء من "áll" والتي تعني تيار الماء الضيق أو الممر البحري، ويلقبها البعض بباريس الشمال.
هناك جدل حول تهجئة اسم المدينة هل يكتب "Aalborg" أم "Ålborg"، وحسب قواعد التدقيق الإملائي فإن الشكل الموصى به هو "Ålborg"، وهي التهجئة الواردة في قائمة أسماء الأماكن الرسمية ولكن ما زال الاسم "Aalborg" مقبول ومسموح كتابته للآن ويوضع في قاموس التدقيق الإملائي بين قوسين، مع ملاحظة أن البلدية المحلية ترغب بكتابة "aa ، Aa".
تم إدخال التهجئة بـ "Å" بعد الإصلاح الإملائي في عام 1948م. ولكن وزير التعليم بيتل هودى، ووزيرة الثقافة ميمي يعقوبسن أصدرا قرارًا في عام 1984م بأنه يمكن للبلديات اختيار التهجئة بأنفسهم، بالرغم من تعارض الاسم مع لجنة أسماء الأماكن، ومجلس اللغة الدنماركية.
منذ الثمانينيات، أعادت كل من شركة السكك الحديدية الحكومية "DSB" التابعة لوزارة النقل والبناء والإسكان، وشركة البريد والهيئة الوطنية لرسم الخرائط والسجل العقاري وضع التهجئة "Aalborg" على الإشارات واللافتات الطرقية وما شابه ذلك تماشيًا مع رغبات البلدية بذلك. وكذلك يعترف معظم السكان ويستخدمون بقوة تهجئة الاسم مع الحروف "Aa"، حتى أنه تم تسمية المدينة بـ "Double A" (حرف A مكرر مرتين) كإسم مستعار من اسم أغنية لموسيقي الراب المحلي نيلز روس.
وكذلك الأمر في اللغات غير الإسكندنافية، حيث غالبًا ما يتم تهجئة آلبورغ باستخدام "Aa" لسهولة الكتابة ولأن ذلك لا يتطلب استخدام الأحرف الإسكندنافية.

## تاريخ المدينة

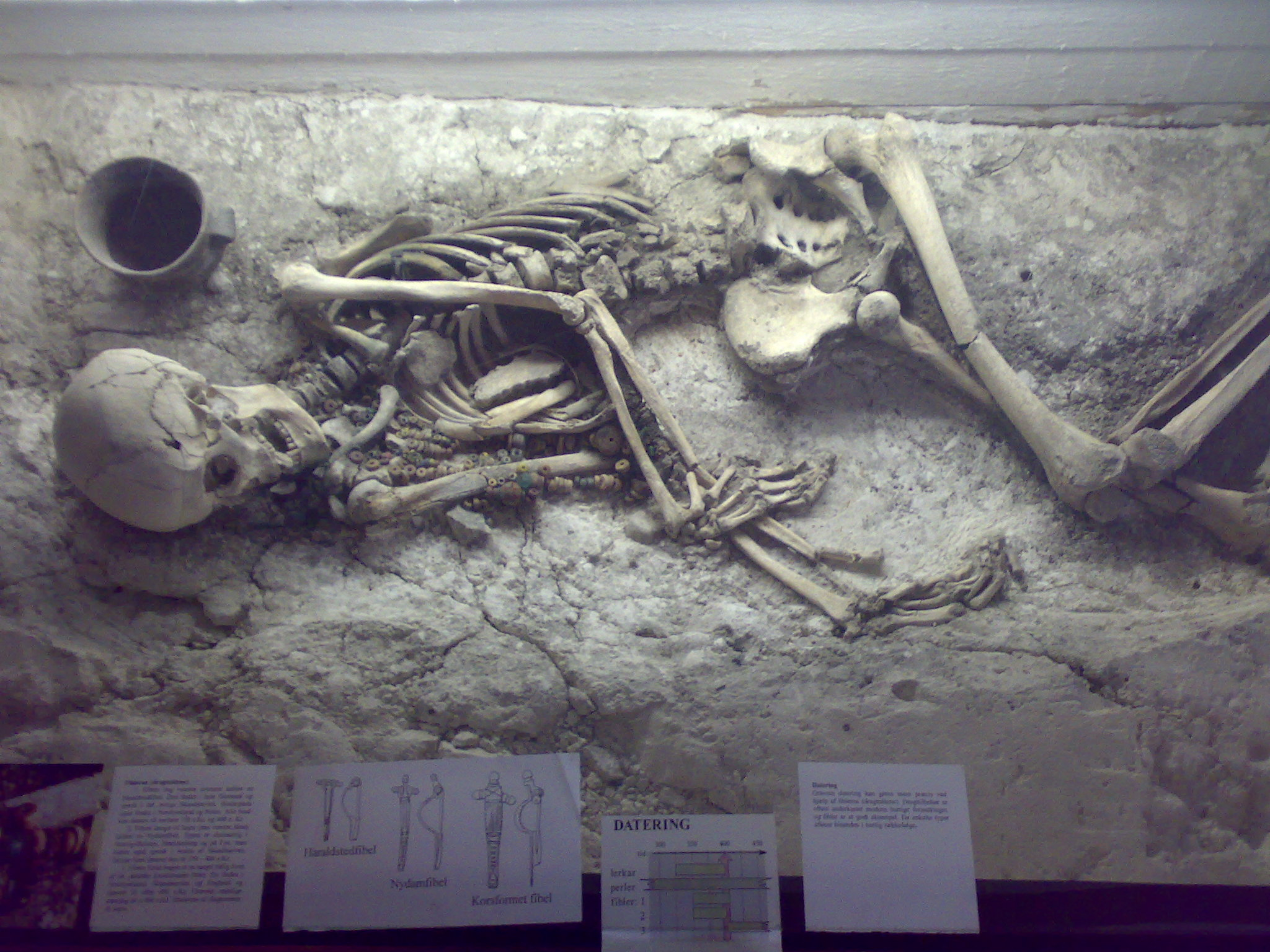
قبر أنثى يعود تاريخه للعصر الحديدي الروماني، معروض في متحف آلبورغ

يعود تاريخ مدينة ألبورغ إلى أكثر من 1000 عام مضت، وقد منحت المدينة حقوق البلدة في عام 1342م.
يُعتقد أن المدينة قد تأسست في عصر الفايكنج، لكن المنطقة كانت مأهولة بالسكان منذ حقبة زمنية أقدم.

ترجع أهمية موقع المدينة إلى وجودها في منطقة المضيق البحري ليمفيوا (بالدنماركية: Limfjord)

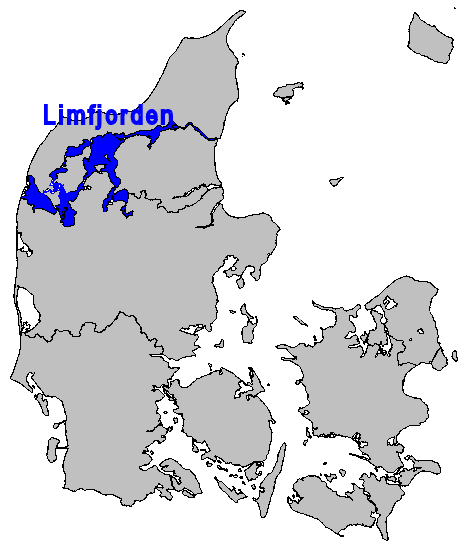
مضيق ليمفيورد البحري

كونه نقطة عبور جيدة والذي يربط بحر الشمال مع المياه الواقعة بين الدانمارك والسويد والتي تدعى كاتيجات (بالدنماركية: Kattegat)، بالإضافة إلى ذلك وجود المجرى المائي أوستأو (بالدنماركية: Østerå) وهو بطول 15كم. وفي العصر الحديدي، كانت هناك العديد من القرى الواقعة على تلال الحجر الجيري أو ما يسمى الحجر الطباشيري التي بنيت منها آلبورغ الحديثة، ومن أهمها تغانيس (بالدنماركية: Tranders)وهاسيغيس(بالدنماركية: Hasseris).
ويعتقد أن أول مستوطنة حضرية فعلية نشأت بجانب منفذ أوستأو على ليمفيورد في منطقة تتقاطع الطرق بين شارع ألجاذ وبوليفآرن في زمننا الحالي. حيث كان النهر بمثابة ميناء مثله كمثل العديد من الأماكن التجارية الأخرى في زمن الفايكنج (الذي هو: أحد العصور التاريخية التي مرت بها الدانمارك.) ودل على ذلك العثور على آثار للزراعة، وكذلك مسارات المحراث بين المنازل القديمة، ودلت التنقيبات والدراسات على وجود قرابة 800 قرية في هذا المكان.
في الفترة بين عامي 1994م و 1995م تم إجراء دراسة أثرية كبرى لأقدم طبقات مدينة آلبورغ، وقدمت هذه الدراسات معرفة أفضل بالتاريخ المبكر للمدينة. ومن الأمور التي وجدت؛ أنه كانت هناك في القرن العاشر تغييرات في المنطقة المحيطة بالمصب، حيث بدأت تظهر آثار الحرف اليدوية وورش العمل، وكذلك منازل القبب والأسواق. ومن المحتمل أن الأسواق التجارية وورشات العمل بقيت نشطة حتى منتصف القرن العاشر.

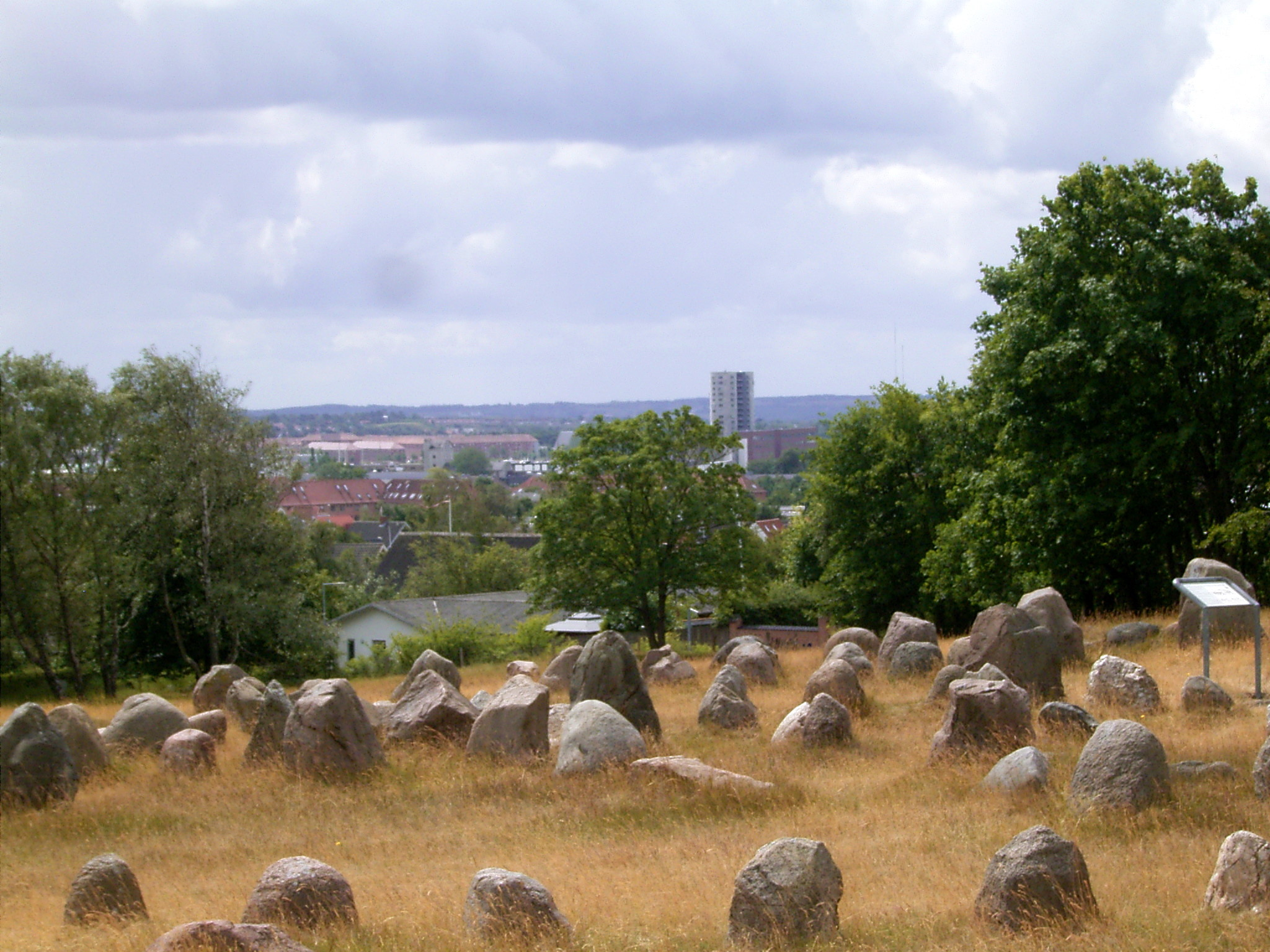
مقبرة حجرية من القرن العاشر في آلبورغ- ليندهولم

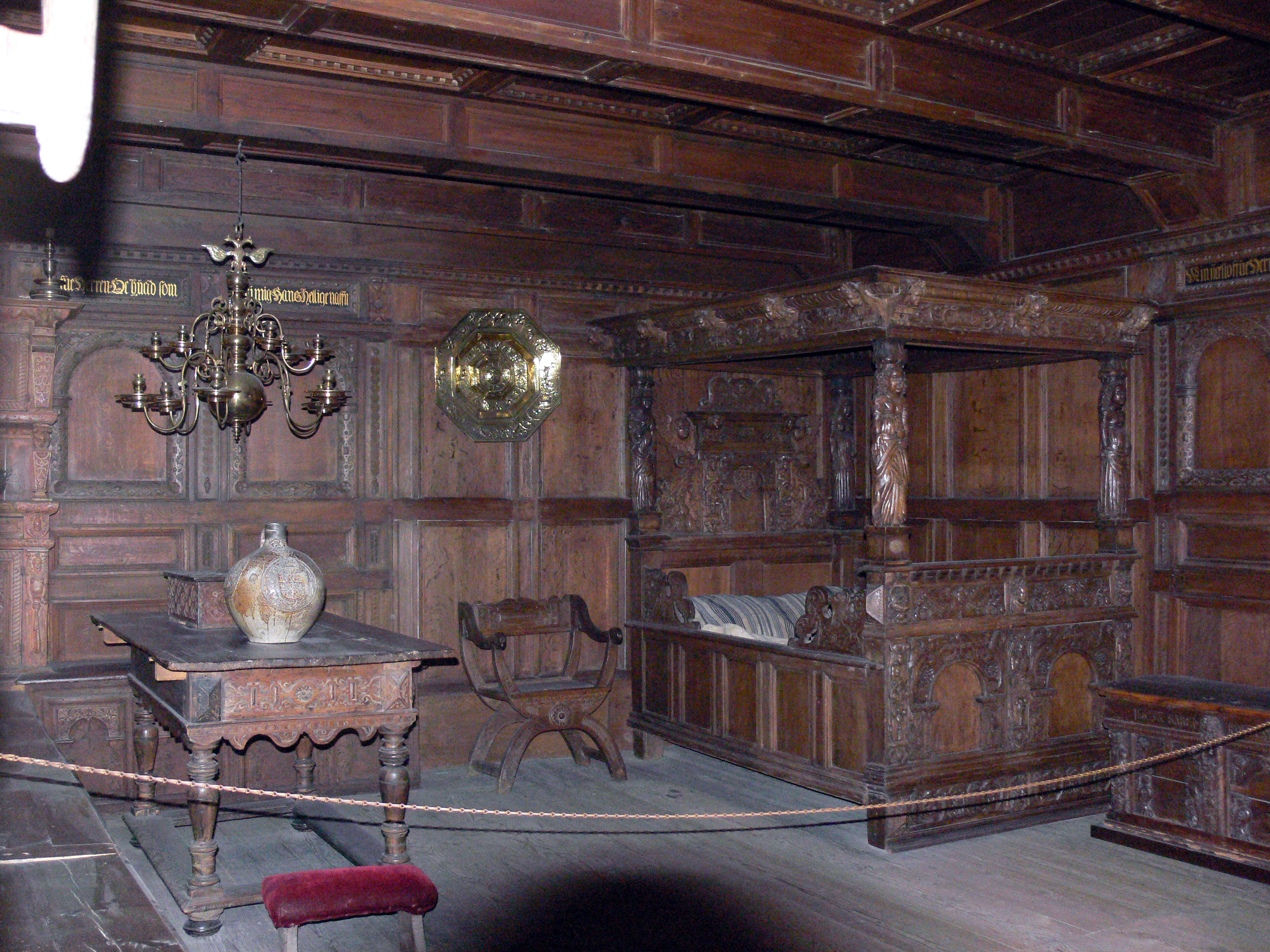
غرفة لمواطن من آلبورغ تعود للقرن السابع عشر، موجودة حاليًا في متحف آلبورغ.

أقدم شوارعها هو شارع ألجاذ (بالدنماركية: Algade)، وقد شيدت فيه البيوت مع واجهات مواجهة للشارع الرئيسي، وكذلك تم العثور أيضًا على آثار لمنازل بنيت في نفس الوقت تقريبًا على الجانب الآخر من النهر. ربما كانت هناك اهتمام مَلكي بهذا الموقع، وبدا ذلك واضحًا في الفترة 1035-1042م، عندما ضرب هارديكنود ملك الدانمارك في ذلك الوقت العملات المعدنية في المدينة، والتي اشتق منها اسم المدينة ألبو"Alebu" كما قام الملكان القديس كنود الأكبر وإريك إيجود بسك العملات المعدنية في المدينة. ومن الأمور التي كشفت عنها الدراسات العثور على آثار متناثرة من الحرف اليدوية بالقرب من النهر من الفترة من 700 إلى 1000م، لكن طبقات التربة تظهر أن الأراضي الصالحة للزراعة حلت محل المباني. و على كلا جانبي النهر أقيمت كنيسة حيث تم العثور على مقابر تعود إلى 995-1025.

### فترة العصور الوسطى
في العصور الوسطى، ازدهرت ألبورغ، ومنحت حقوق البلدات في عام 1342م، وأصبحت واحدة من أكبر مدن الدنمارك. هذا التطور تم تعزيزه بشكل أكبر عندما منحت المدينة في عام 1516م احتكار تجارة الرنجة المملحة.وكان قد حصل ميناء آلبورغ على امتياز ملكي كميناء في الفترة 1462-1490م
استخدم سكيبر كليمنت الذي كان زعيم المتمردين الدنماركيين، المدينة كقاعدة رئيسية له، ولكن في ديسمبر 1534م أُقتحمت المدينة من قِبل قوات يوهان رانتزاو، التي نهبتها، وتشير التقديرات إلى أن قرابة 2000 شخص فقدوا حياتهم في هذا الحدث، ربما كان هذا انتقامًا لمعركة سفينستغوب (بالدنماركية: Svenstrup) قبل بضعة أشهر. في عام 1554م، أصبحت ألبورغ مدينة أسقفية، وفي القرون التي تلت ذلك، نمت آلبورغ مرة أخرى، بالاعتماد على الثروة السمكية وتجارة الرنجة حول يولاند، والتي شهدت انتعاشًا قويًا بشكل خاص في ثمانينيات القرن السادس عشر.

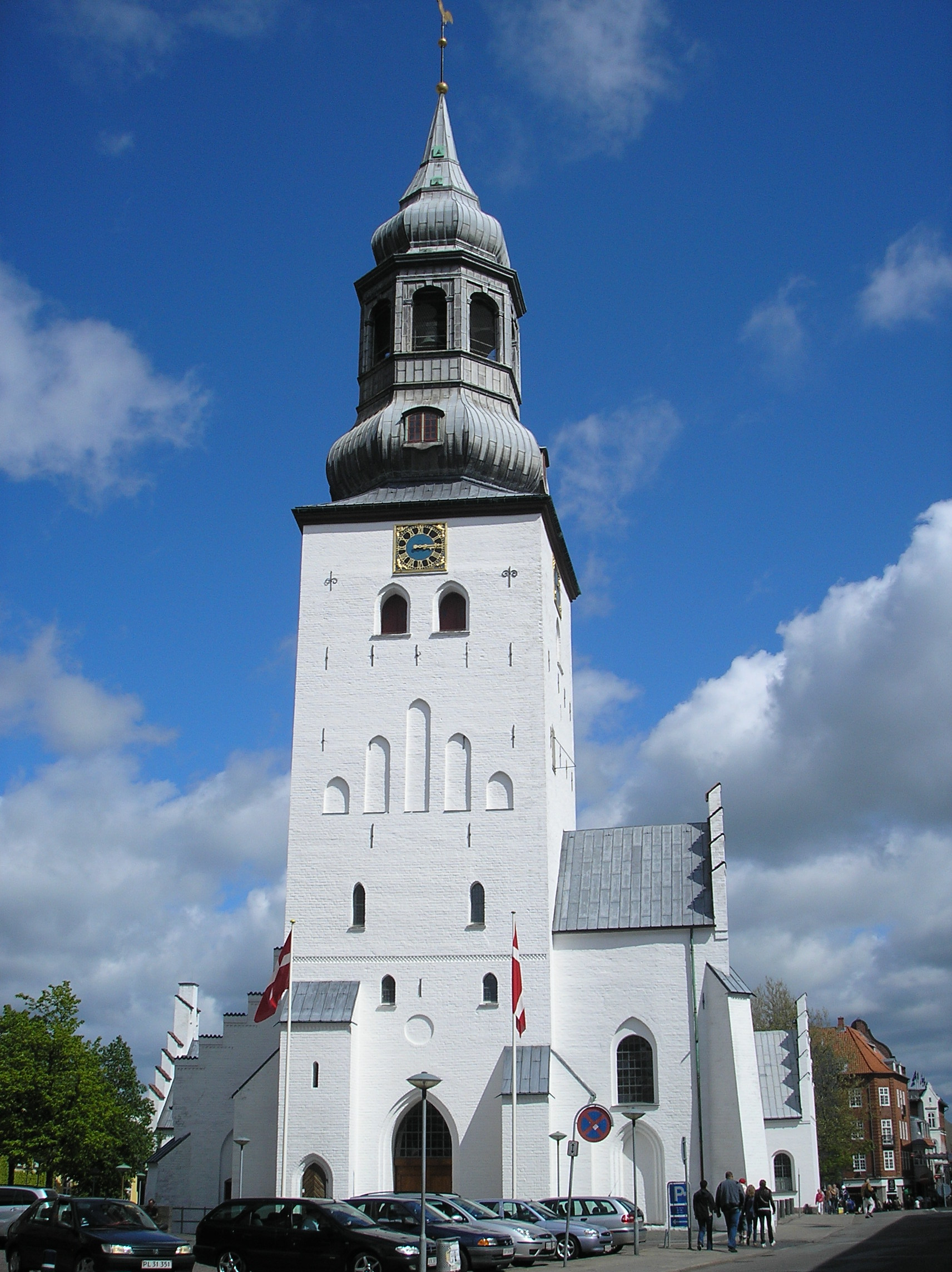
كنيسة بودولفي وتدعى كاتدرائية آلبورغ

وهناك عدد من المباني التي تعود للقرون الوسطى لاتزال آثارها محفوظة، مثل دير غراي براذرز، الذي كان يقع على الجانب الشرقي من أوستيرا، تمت تسميته في عام 1268م وكان ديرًا فرنسيسكانيًا.  من المحتمل أنه تم بناؤه على وجه التقريب عام 1240م، في حين أن دير الفرنسيسكان في ريبي مبني من عام 1232م، وهو الأقدم في الدنمارك؛ والذي تم إغلاقه في عام 1530م، أي قبل الإصلاح وبقايا المباني المهدمة معروضة الآن في متحف شارع آلجاذ.  أما الدير الثالث في المدينة، وهو دير الروح القدس، فقد تأسس عام 1451م لمساعدة المرضى والأيتام والفقراء.  والذي تم تحويله إلى مستشفى فيما بعد. حاليًا، تستخدم بعض هذه المباني كدور لرعاية المسنين.  تم بناء كاتدرائية القديس بودولفي على الطراز القوطي ويعود تاريخها إلى نهاية القرن الرابع عشر.  وأيضًا الساحة القديمة مع منازل تعود لعام 1300م وهي شاهد على ثروات النشاط التجاري في فترة العصور الوسطى.

### فترة العصور الحديثة
في عام 1767م، بدأ أربعة كهنة في ألبورغ بطباعة مجلة تحتوي على الأخبار.  تم تسميتها لاحقًا بـ صحيفة أخبار آلبورغ وبعد اندماجها في عام 1999م مع ثلاث صحف مهمة أخرى في شمال يولاند، أصبحت الآن تدعى بـ صحيفة أخبار شمال يولاند.  وفي عام 1800م، كان هناك انخفاض في صيد سمك الرنجة، مما كان له تأثير سلبي على اقتصاد المدينة،  وقد تفاقم الأمر بفقدان المدينة دورها المهم كمركز للتجارة النرويجية، والسيطرة على تجارة منطقة المضيق البحري ليمفيوا.
تأسست مدرسة آلبورغ للأعمال عام 1875م، وبقيت آلبورغ في مركزها كأكبر مدينة في يولاند حتى خمسينيات القرن التاسع عشر، إلى أن استولت مدينة آرهوس على الوضع.  بعد الثورة الصناعية في تسعينيات القرن التاسع عشر، أصبحت آلبورغ في القرن العشرين مدينة صناعية متميزة، وموطنًا للعديد من الشركات الكبيرة مثل شركات الأسمنت على وجه الخصوص (Aalborg Portland و Dansk Andels Cement و DAC) وشركات التبغ (C.W. Obel) وبناء السفن (Aalborg Værft) ومصانع المشروبات الروحية (De Danske Spritfabrikker)، حتى أصبحت تعُرف باسم مدينة المداخن. وظهرت آثار الثروات العظيمة التي تراكمت في المدينة في منطقة هسيريس السكنية، والتي ربما تضم أكبر تجمع للقصور والفيلات الأرستقراطية في البلاد منذ حوالي عام 1900م.
وفي عام 1969م، أغلقت ألبورغ ممرات السكك الحديدة الخاصة، وبذلك أصبحت نقطة التجمع في آلبورغ مماجعلها محور ونقطة اتصال لعدد من السكك الحديدية بين الغرب والشرق. وفي عام 1960م، تم تأسيس مدرسة آلبورغ السيميناريوم (بالدنماركية: Seminarium)، ولم يتم إنشاء جامعة آلبورغ حتى فترة السبعينيات، ونتيجة لذلك أصبحت ألبورغ متميزة بكون سكانها من الطبقة العاملة، وكان الاشتراكيون الديمقراطيون يتمتعون بالأغلبية لسنوات عديدة.

### مرحلة الانتقال إلى المعرفة

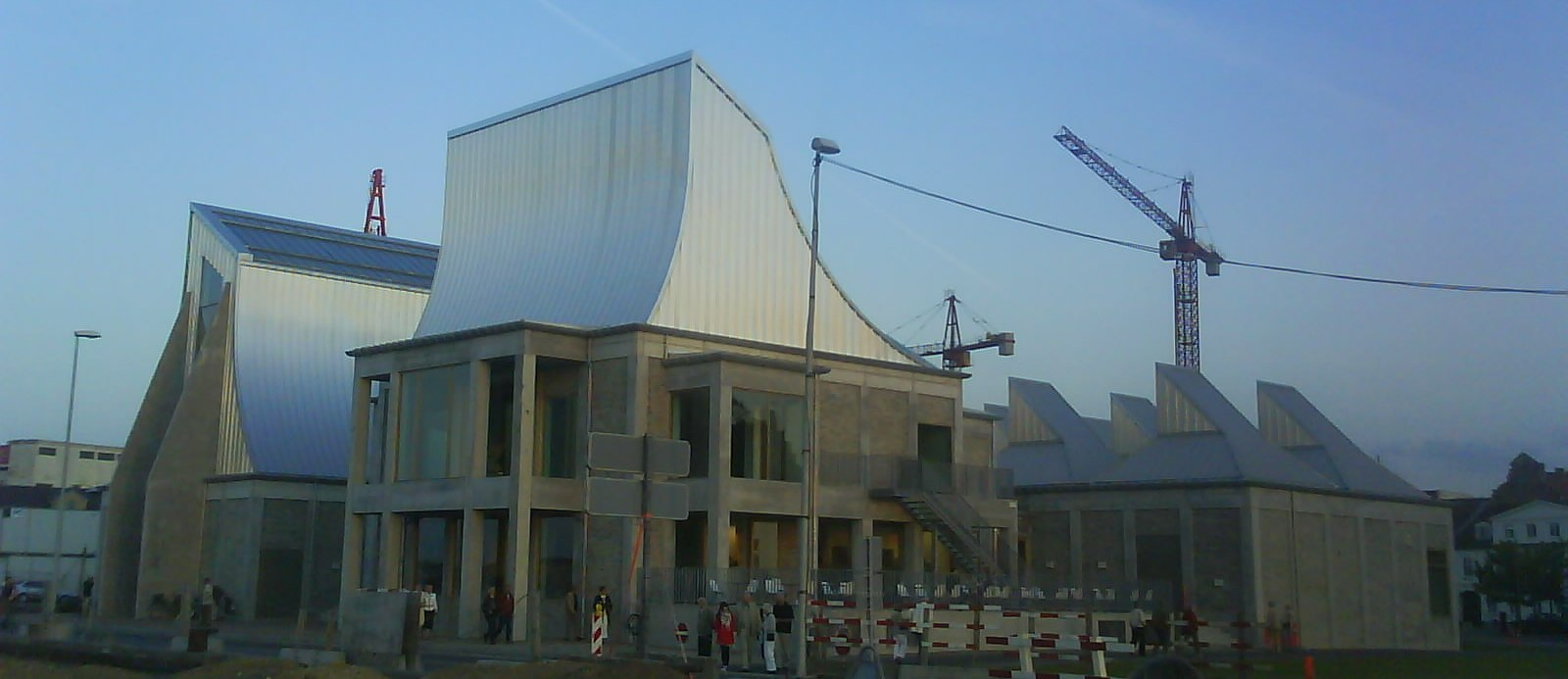
"Utzon Center"مركز أوتزون وسط آلبورغ

في الوقت الحالي، تشهد ألبورج تحولًا من كونها مدينة صناعية إلى مدينة معرفة وتعليم، وقد قطعت شوطًا طويلًا في هذا التطور. بدأ ذلك في أواخر التسعينيات، من خلال بناء مكاتب ومنازل في المناطق الصناعية القديمة غرب جسر ليمفيورد، ولكن لم يكتسب التطور زخمًا إلا في أواخر القرن العشرين. حيث تم تحويل مناطق المرفأ القديمة أمام بلدة القرون الوسطى شرق جسر ليمفيورد إلى منطقة ترفيهية تحتوي على مقاهي ومطاعم وأماكن نشاطات ثقافية ورياضية.
في عام 2008، تم افتتاح مركز أوتزون (بالدنماركية: Utzon Center)، والذي كان علامة فارقة في التطور، وأزدهر نشاط جامعة آلبورغ التي أصبح لديها أكبر قبول للطلاب في الدانمارك (لديها تقريبًا  20 ألف طالب مسجل.)

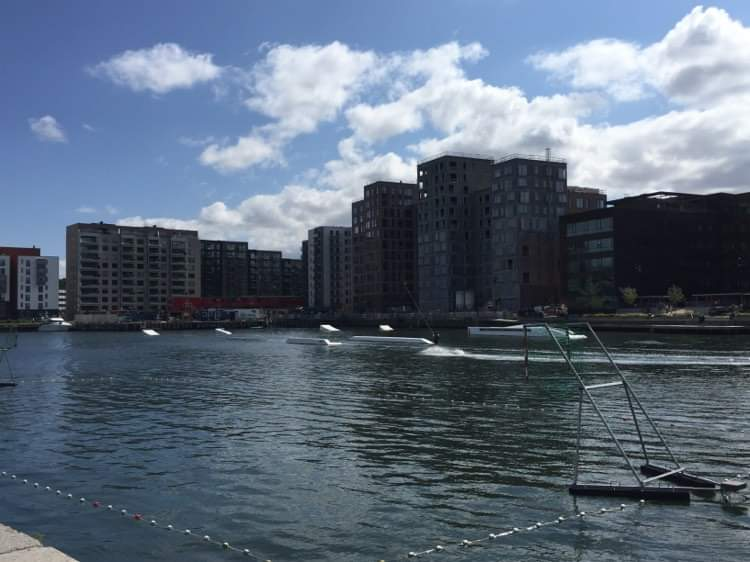
آلبورغ، وحدات سكنية جديدة في منطقة "Østre Havnepark"

تم تحويل محطة الطاقة القديمة «نواكغافت» المبنى الصناعي القديم إلى واحد من أكبر المراكز الثقافية في أوروبا، وفي المنطقة المقابلة له تم بناء 251 وحدة سكنية للشباب من أصل 5000 وحدة يخطط بناؤها في آلبورغ في السنوات القادمة.
أصبحت آلبورغ أيضًا منطقة سياحية مهمة، حيث يزورها العديد من السياح من جميع أنحاء العالم لمشاهدة معالم المدينة القديمة والحديثة، وعلى وجه الخصوص النرويجيون والسويديون الذين يقصدونها في رحلات نهاية الأسبوع.
أما المناطق الصناعية القديمة مثل "Godsbanen" و "Eternitten" و "Østre Havn" يتم تحويلها الآن إلى أحياء ذات وظائف تعليمية ومكاتب ومساكن للشباب والكبار على حد سواء، وبحسب ماهو مخطط لآلبورغ حتى عام 2025م، أن يكون هناك 225 ألف شخص يعيشون في المنطقة، وأن يوضع خط (حافلات+) "bus+" في الخدمة، وأن يتم الانتهاء من مشروع مستشفى جامعة آلبورغ الجديدة.
في عام 2013م، خلصت المفوضية الأوروبية إلى أن آلبورغ واحدة من المدن في أوروبا التي يشعر غالبية السكان فيها بالرضا عن مدينتهم مقارنة بالمدن الأوروبية الكبرى الأخرى مثل كوبنهاون وهامبورغ. وفي مارس 2014م، قام مصنع المشروبات الروحية بخطوات من أجل أن يغلق نشاطه في آلبورغ، والانتقال إلى النرويج.  ثم تم شراء المباني والمنطقة المحيطة بها من قِبل "A. Enggaard"، وبالإشتراك مع شركة مارتن نيلسين سعيًا منهم لتطوير المنطقة كي تكون وجهة دولية فيها مراكز ثقافية وشقق وشركات.

## الموقع الجغرافي
تقع ألبورغ في شمال شبه جزيرة هيملاند على الجانب الجنوبي من ليمفيورد وعبر نفق ليمفيورد وجسر ليمفيورد وجسر سكة الحديد عبر ليمفيورد، وهي متصلة مع الجهة الشمالية من منطقة نورسونبي، والتي تقع في جنوب فينسيسيل(بالدنماركية: Vendsyssel).

وهي على بعد 120 كيلومترًا إلى الشمال من آرهوس و 82 كيلومترًا إلى الشمال من غَانيس (بالدنماركية: Randers). وهي أيضًا على بعد 50 كيلومترًا من جهة الجنوب من يورنيغ، و 63 كيلومترًا جنوب غرب فغيدريكسهاون.

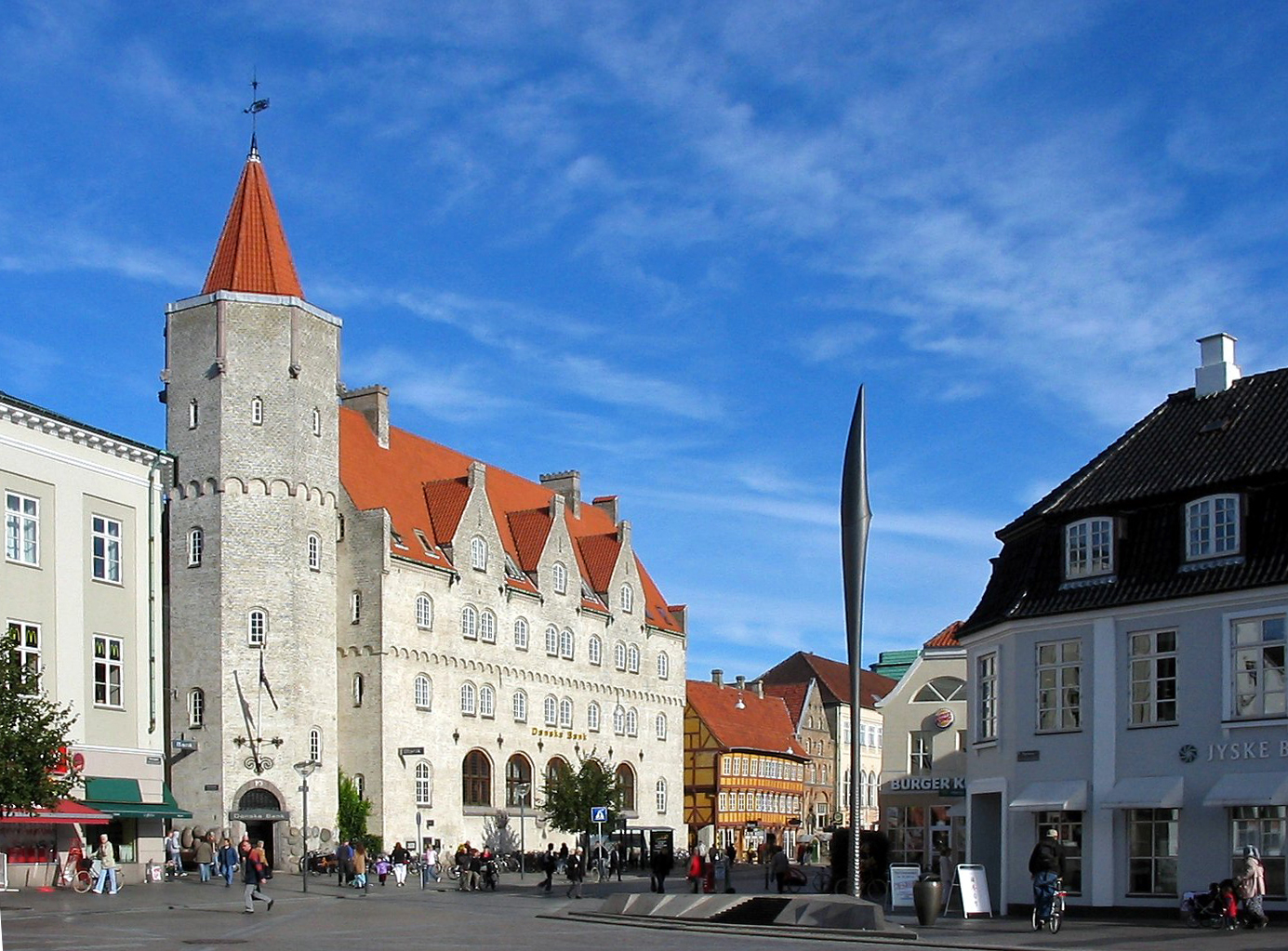
الساحة الجديدة "Nytorv"

### وسط المدينة
في وسط مدينة آلبورغ توجد الساحة الجديدة، ويميزها تعدد شوارع المشاة التي توصلك أكبر المراكز التجارية والأسواق وهي قريبة من المضيق البحري ليمفيورد، ومنها عبر الجسر فوق ليمفورد تتصل مع مدينة نوسونبي ومنها عبر شارع بوليفارن تنفذ إلى محطة حافلات الباص ومحطة القطار، ومركز جون كندي. أما المركز الثقافي في آلبورغ يقع بجانب شارع المحطة القديمة نواكغافت، وكذلك قاعة الموسيقى والمكتبة الرئيسية. حيث تشكل هذه المنطقة مركزًا ثقافيًا جديدًا حيث تمتد المدينة شرقًا ويتم فيها بناء مساكن جديدة للشباب ومجمعات سكنية جديدة.

### أحياء آلبورغ
قسمت بلدية آلبورغ المدينة إلى 16 منطقة إدارية وهي:
- هاسيغيس "5A Hasseris"
- سكالبورغ "5B Skalborg"
- كيربي"6A Kærby"
- هوبوفاي "6B Hobrovej"
- جو "Gug"
- شرق آلبورغ "Aalborg Øst"
- آ آ آو "8B AAU-kvt" وتسمى حي جامعة آلبورغ "Aalborg Universitetskvarter"
- حي البحارة سوهيلته "9B Søhelte-kvt"
- غويسجاذ "9A Ryesgade-kvt"
- فيستابغو"9C Klosterm/Vesterbro"
- آلبورغ المدينة أو مركز المدينة "10A Aalborg City" أو "Aalborg Centrum"
- جادة البحيرة آوجاذ "10B Ø-gade kvt"
- شارع الحديقة فايجو "11A Vejgaard"
- شارع الحديقة الغربي فايجو فيست "11B Vejgaard Vest"
- نورسونبي "12A Nørresundby"
- سونبي "12B Sundby"[34]

## المناخ
الربيع في آلبورغ جاف ومشمس نسبيًا وعادة ما تتراوح درجات الحرارة فيه بين 5 درجات مئوية و 10 درجات مئوية، مع احتمال الصقيع الليلي وتصل أحيانًا إلى 15 درجة مئوية.  يبلغ متوسط درجات الحرارة القصوى في الصيف حوالي 20 درجة مئوية ودرجات حرارة الدنيا تبلغ 12 درجة مئوية، وفي بعض الأحيان تكون درجات الحرارة أعلى من 25 درجة مئوية ونادرًا ما تزيد عن 30 درجة مئوية.  تتراوح درجات الحرارة في الخريف عادةً بين 6 درجات مئوية و 12 درجة مئوية ويتميز بغزارة الأمطار.  أما في الشتاء يتراوح متوسط درجات الحرارة بين (3-) و (2-) درجة مئوية، ونادرًا ما تكون أقل من (10-) درجة مئوية، أما الهطول عادةً يتراوح بين المطر والصقيع والثلج.
والجدول الآتي يظهر التغييرات المناخية على مدار السنة لمدينة آلبورغ:
| البيانات المناخية لـمدينة آلبورغ                             | البيانات المناخية لـمدينة آلبورغ | البيانات المناخية لـمدينة آلبورغ | البيانات المناخية لـمدينة آلبورغ | البيانات المناخية لـمدينة آلبورغ | البيانات المناخية لـمدينة آلبورغ | البيانات المناخية لـمدينة آلبورغ | البيانات المناخية لـمدينة آلبورغ | البيانات المناخية لـمدينة آلبورغ | البيانات المناخية لـمدينة آلبورغ | البيانات المناخية لـمدينة آلبورغ | البيانات المناخية لـمدينة آلبورغ | البيانات المناخية لـمدينة آلبورغ | البيانات المناخية لـمدينة آلبورغ |
| الشهر                                                        | يناير                            | فبراير                           | مارس                             | أبريل                            | مايو                             | يونيو                            | يوليو                            | أغسطس                            | سبتمبر                           | أكتوبر                           | نوفمبر                           | ديسمبر                           | المعدل السنوي                    |
| ------------------------------------------------------------ | -------------------------------- | -------------------------------- | -------------------------------- | -------------------------------- | -------------------------------- | -------------------------------- | -------------------------------- | -------------------------------- | -------------------------------- | -------------------------------- | -------------------------------- | -------------------------------- | -------------------------------- |
| الدرجة القصوى °م (°ف)                                        | 10.5 (50.9)                      | 11.5 (52.7)                      | 18.8 (65.8)                      | 25.5 (77.9)                      | 27.5 (81.5)                      | 30.9 (87.6)                      | 32.1 (89.8)                      | 34.4 (93.9)                      | 25.8 (78.4)                      | 22.3 (72.1)                      | 15.2 (59.4)                      | 11.2 (52.2)                      | 34.4 (93.9)                      |
| متوسط درجة الحرارة الكبرى °م (°ف)                            | 2.4 (36.3)                       | 2.6 (36.7)                       | 5.3 (41.5)                       | 10.0 (50.0)                      | 15.5 (59.9)                      | 18.6 (65.5)                      | 20.7 (69.3)                      | 20.4 (68.7)                      | 16.0 (60.8)                      | 11.5 (52.7)                      | 6.7 (44.1)                       | 3.7 (38.7)                       | 11.1 (52.0)                      |
| المتوسط اليومي °م (°ف)                                       | 0.2 (32.4)                       | 0.3 (32.5)                       | 2.3 (36.1)                       | 5.9 (42.6)                       | 10.9 (51.6)                      | 14.0 (57.2)                      | 16.0 (60.8)                      | 15.7 (60.3)                      | 12.2 (54.0)                      | 8.5 (47.3)                       | 4.2 (39.6)                       | 1.6 (34.9)                       | 7.6 (45.7)                       |
| متوسط درجة الحرارة الصغرى °م (°ف)                            | −2.4 (27.7)                      | −2.3 (27.9)                      | −0.7 (30.7)                      | 1.9 (35.4)                       | 6.3 (43.3)                       | 9.8 (49.6)                       | 11.9 (53.4)                      | 11.4 (52.5)                      | 8.5 (47.3)                       | 5.1 (41.2)                       | 1.5 (34.7)                       | −1 (30)                          | 4.2 (39.6)                       |
| أدنى درجة حرارة °م (°ف)                                      | −25.2 (−13.4)                    | −19.4 (−2.9)                     | −25.6 (−14.1)                    | −8.1 (17.4)                      | −2.1 (28.2)                      | 2.0 (35.6)                       | 4.2 (39.6)                       | 3.7 (38.7)                       | −2.3 (27.9)                      | −5.8 (21.6)                      | −16.4 (2.5)                      | −23.0 (−9.4)                     | −25.6 (−14.1)                    |
| الهطول مم (إنش)                                              | 45.8 (1.80)                      | 29.6 (1.17)                      | 37.8 (1.49)                      | 30.8 (1.21)                      | 42.3 (1.67)                      | 55.5 (2.19)                      | 51.4 (2.02)                      | 58.1 (2.29)                      | 71.3 (2.81)                      | 66.4 (2.61)                      | 56.3 (2.22)                      | 52.8 (2.08)                      | 600.1 (23.63)                    |
| متوسط أيام هطول الأمطار (≥ 0.1 mm)                           | 16.5                             | 12.8                             | 14.9                             | 11.5                             | 11.1                             | 12.0                             | 11.5                             | 12.6                             | 15.3                             | 16.2                             | 17.7                             | 17.3                             | 169.3                            |
| متوسط الأيام المثلجة                                         | 7.0                              | 5.2                              | 4.3                              | 1.3                              | 0.0                              | 0.0                              | 0.0                              | 0.0                              | 0.0                              | 0.1                              | 2.0                              | 4.8                              | 24.6                             |
| متوسط الرطوبة النسبية (%)                                    | 89                               | 87                               | 84                               | 76                               | 73                               | 75                               | 74                               | 76                               | 80                               | 84                               | 87                               | 89                               | 81                               |
| المصدر: Danish Meteorological Institute (humidity 1961–1990) |                                  |                                  |                                  |                                  |                                  |                                  |                                  |                                  |                                  |                                  |                                  |                                  |                                  |

## أماكن الجذب والسياحية

### الأماكن الثقافية
تتمتع آلبورغ بحياة ثقافية واسعة وحيوية فيوجد في المدينة متحف آلبورغ للفن الحديث، وقاعة آلبورغ للفنون والعديد من المسارح: مسرح آلبورغ، ومسرح السر، ومسرح نواكغافت. هناك أيضًا ثلاث دور سينما: سينما المدينة وسينما ميتروبول وسينما "Biffen" للفنون، ومن أشهر المعالم التاريخية في آلبورغ: دير آلبورغ ومتحف الأخوة غراي تحت الأرض، وكنيسة بودولفي وقلعة آلبورغهوس ومنزل جينس بانغ الحجري.
بالإضافة إلى أماكن آخرى تشكل عوامل جذب مثل مركز أوتزون، وقاعة الموسيقى، وقاعة الاوكستر السنفونية، وبرج آلبورغ، وحديقة الحيوان، ومتحف تقنيات الماء، والمتحف البحري والقوات البحرية، والمتحف الحربي

### الكورنيش البحري

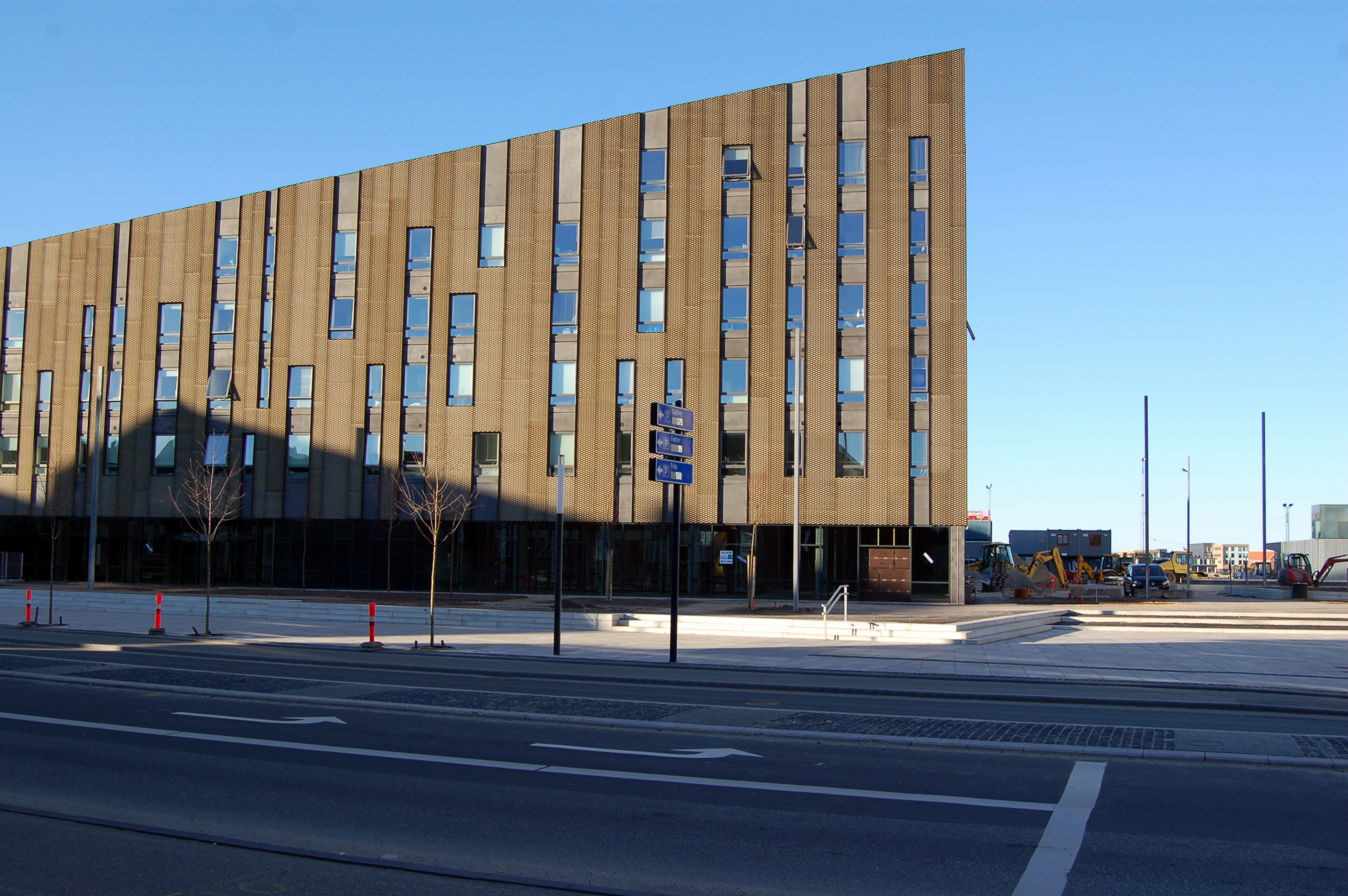
Larsen Waterfront

كانت منطقة الكورنيش البحري غربي جسر ليمفيوا وجسر السكة الحديدية فوق المضيق البحري ليمفيوا أول منطقة من الميناء التي تحولت من أغراض الميناء والأغراض الصناعية إلى مناطق حضرية مختلفة من شركات، ومنازل الخ.
كان الهدف من تغيير المنطقة هو إنشاء منطقة ذات طابع متنوع واستخدامات مختلطة، مع منتزه بحري جذاب ومساحات حضرية عالية الجودة. فكان مبنى «لارسين الواجهة البحرية» والذي يمكن رؤيته من جهة الماء وجهة منطقة نوسونبي، والذي تميز بتصميمه المميز، يحتوي المبنى متعددة الطوابق على أقسام للأغراض الحضرية المختلفة: مثل السكن والتعليم والشركات الصديقة للبيئة.  تم تصميم المنطقة أيضًا لتضم المحلات التجارية والمقاهي الصغيرة.
في عامي 2017-2018م، تم تحويل المنطقة التي يقع فيها مصنع المشروبات الروحية إلى مدينة دولية للفنون والثقافة مع منازل وقاعات فنية ومطاعم، إلخ.

### الواجهة البحرية المركزية في آلبورغ

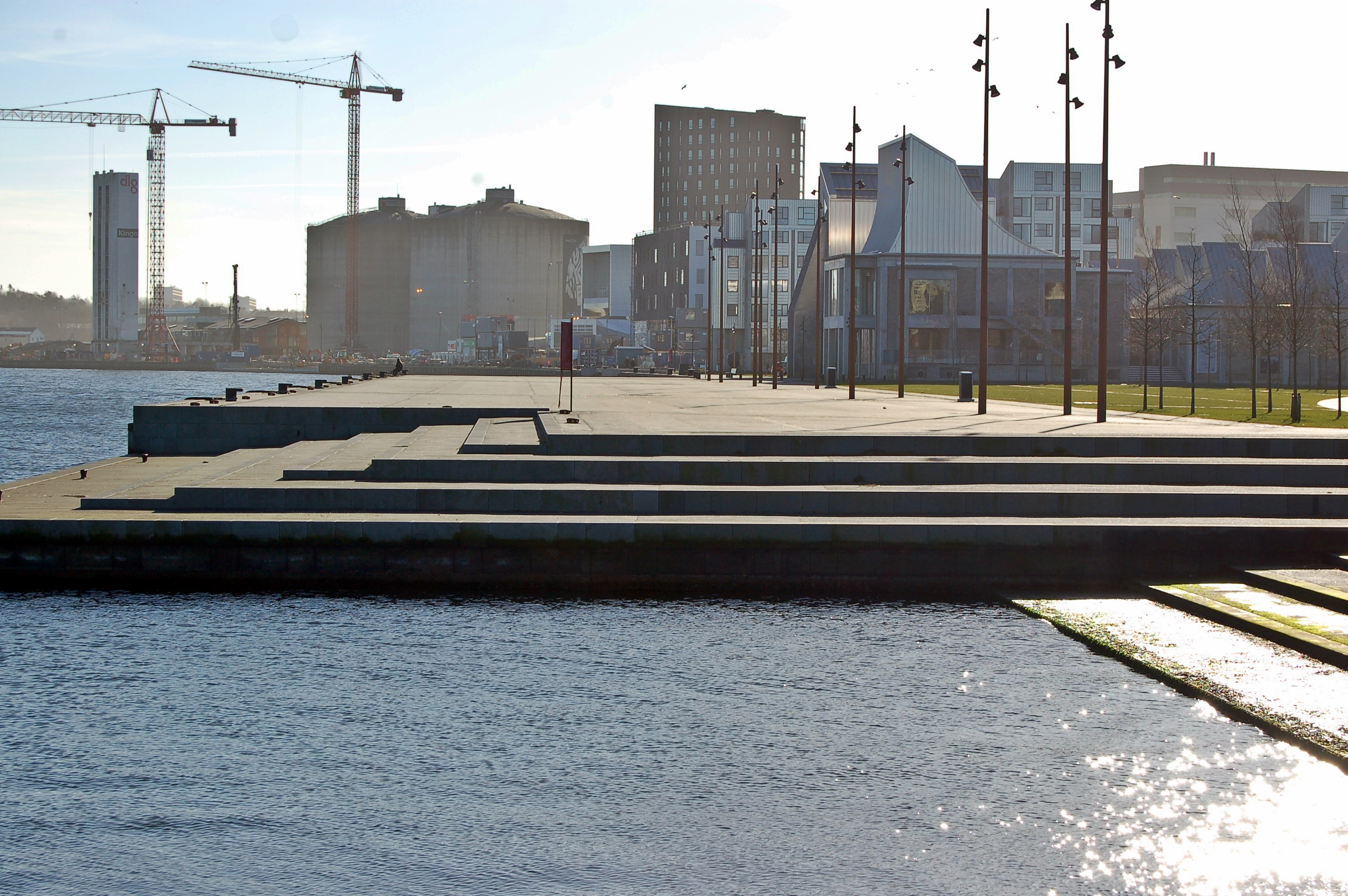
الواجهة البحرية المركزية في آلبورغ

تقع الواجهة البحرية المركزية لآلبورغ أمام مدينة القرون الوسطى، حيث يكون المضيق البحري أقل ضيقًا من المناطق الأخرى ويشكل منعطفًا كبيرًا. تتميز المنطقة بتناغم وتنظيم في البناء والإضاءة التي حصلت على جائزة الإضاءة الدنماركية في عام 2011م. ويتم تخديم المنطقة للمحافظة على المناظر الطبيعية، بالإضافة إلى تزويد الطريق على طول الواجهة البحرية بالمقاعد ومنصات العرض، وهناك مساحات كبيرة مخصصة لممارسة الرياضة والاستمتاع بالموسيقى وحمام الشمس في الأيام الحارة وهناك أماكن مخصصة لإقامة الحفلات الموسيقية والمرفأ حيث ترسوا السفن السياحية التي تزور المدينة، بالإضافة إلى وجود مطعم السفينة وفندق آلبورغ.

في عام 2014م، فازت الواجهة البحرية المركزية بجائزة "Civic Trust Award" للعمارة الإنجليزية.

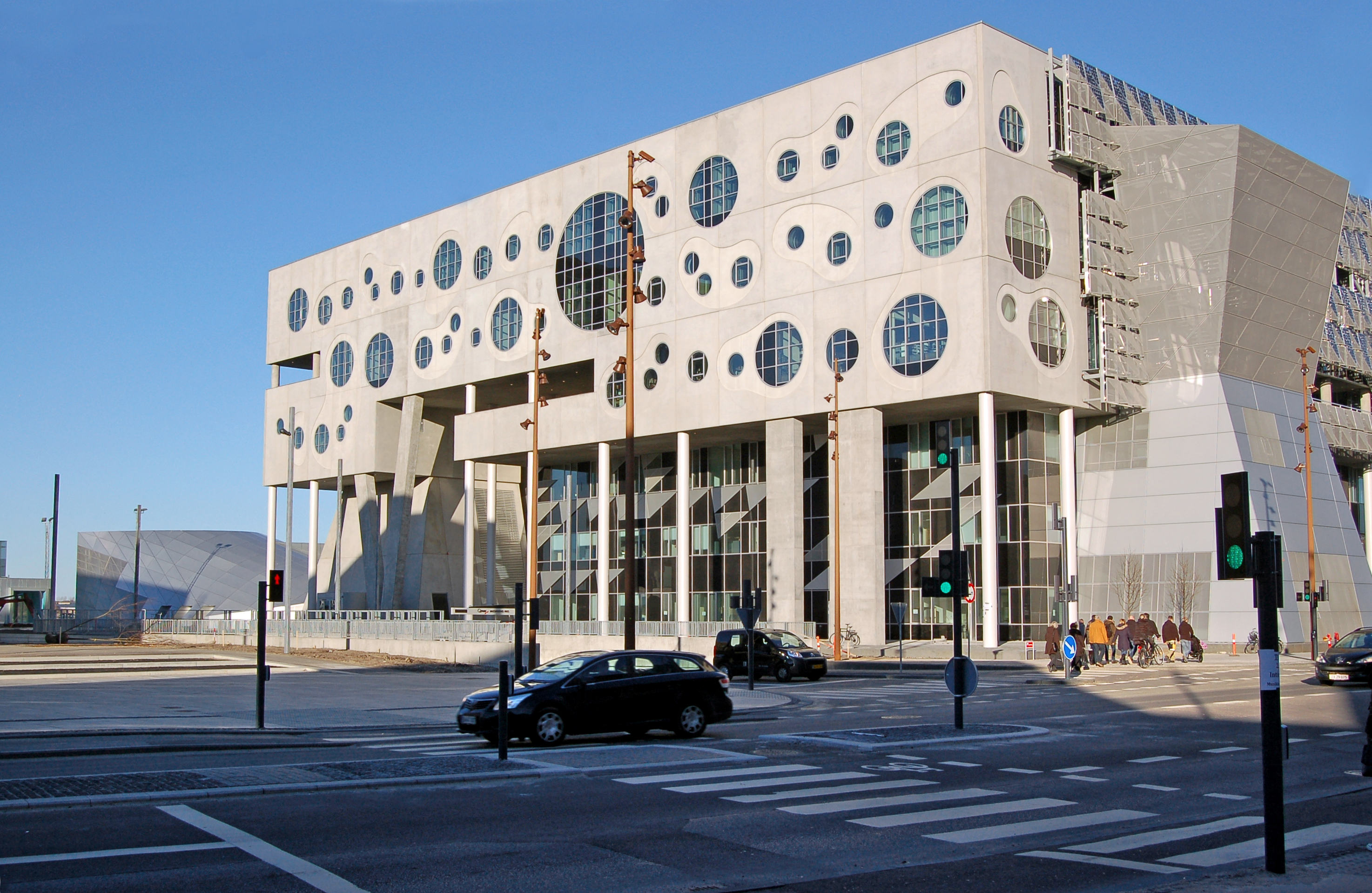
قاعة الموسيقى "Musikkens Hus"

أما بجوار منطقة قاعة الموسيقى والتي صممت واجهتها البحرية المستوحاة من الكثبان شمال يولاند، يوجد الميناء الشرقي الذي يتم تحويله إلى منطقة حضرية تحوي شقق سكنية فاخرة ومساكن للشباب مع أماكن للمكاتب التجارية والأسواق، يُنظر إلى المنطقة على أنها مانهاتن الصغيرة، حيث غالبية المباني في المنطقة عبارة عن مبانٍ شاهقة الارتفاع.
ويضاف إلى قائمة أمكان الجذب دار نواكغافت للثقافة، والمنزل الثقافي في شارع هاسيغيس، وهو عبارة عن بيت ثقافي يشكل مركزًا للتجارب الثقافية والتعبير الإبداعي عن الذات والأنشطة الاجتماعية. وتشتهر المدينة أيضًا بالحياة الليلية المتنوعة، والتي تتركز في شارع العذراء وما حولها، في الشارع الذي يضم حصريًا المراقص والحانات والمطاعم. والذي يبلغ طوله 150 مترًا.

### الفنادق
يوجد كعدد تقريبي 14 فندقًا كبيرًا في آلبورغ، والتي تنتشر في جميع أنحاء المدينة منها:
- فندق مطار آلبورغ بمطار آلبورغ
- فندق BEST WESTERN Hotel Scheelsminde والذي يقع بالقرب من الطريق السريع E45
- فندق "First Hotel Europa" الذي يعد جزءًا من مركز آلبورغ للمؤتمرات والثقافة في Europa Plads
- فندق "First Hotel Aalborg"
- فندق الأمير "Prinsen" في شارع الأمير "Prinsensgade"
- فندق العذراء "Jomfru Ane" في شارع العذراء "Jomfru Ane Gade" المتفرع من الساحة الجديدة "Nytorv"

### سباقات السفن الشراعية
اقيمت سباقات للسفن الشراعية في آلبورغ في الأعوام 1999 و 2004 و 2010 و 2015 و 2019م. وعندما استضافت آلبورغ السباق عام 2010م، رست 86 سفينة في الميناء. وفي خلال الفترة التي امتدت أربعة أيام، استقبلت آلبورغ قرابة 700 ألف زائر وتم إعداد عدد كبير من الحفلات الموسيقية وغيرها من وسائل الترفيه في المدينة.  اختارت المنظمة الدولية "Sail Training International"، التي الراعية للسباق ولسفن المدارس والتدريب، آلبورغ لتكون أيضًا الميناء الأخير في عام 2015.  وقد تم التوصل إلى اتفاق بشأن الزيارة التي ستتم في عام 2022م.

### الرياضة
من الناحية الرياضية، تشتهر ألبورج في المقام الأول بالنادي الرياضي AaB من عام 1885 وبالتالي هو أحد أقدم الأندية الرياضية في البلاد.  النادي لديه فريق لكرة القدم، "AaB Football"، والذي يلعب في الدوري الممتاز وشارك مرتين في دوري أبطال أوروبا. توج نادي "AaB" أربع مرات بطلاً للدنمارك في كرة القدم في أعوام 1995 و 1999 و 2008 و 2014. بالإضافة لنوادي أخرى مثل نادي "KFUM" لكرة القدم، ونادي جو "Gug" لكرة القدم
وهناك نوادي رياضية أخرى، على سبيل المثال: نادي آلبورغ لكرة الأرض «فلياز» وهو أول نادي لكرة الأرض في الدانمارك وفاز ببطولته الأولى والوحيدة في عام 1992م، ونادي آلبورغ لكرة اليد "Aalborg Håndgbold"، ونادي ألبورغ لكرة السلة (ABK)، ونادي فريق هوكي الجليد أيضًا.
أما نادي "Atletklubben Jyden" فهو نادٍ للمصارعة والملاكمة ورفع الأثقال. بالإضافة إلى نادي آلبورغ للمبارزة ونادي آلبورغ للسباحة والذي يضم أكثر من 2000 عضو والذي يعد من بين النوادي الأكبر في البلاد.
وتضم آلبورغ أيضًا العديد من أندية التنس، بما في ذلك أكبر نادي تنس في شمال يولاند، نادي التنس آلبورغ الذي يضم أكثر من 620 عضوًا (2021).
تقع أكاديمية آلبورغ الرياضية في المدينة الغربية مقابل استاد آلبورغ الرياضي.  تعد المدرسة جزءًا كبيرًا من الحياة الرياضية والثقافية للمدينة، حيث يُستخدم الطلاب في العديد من النوادي الرياضية في آلبورغ ويحصلون على وظائف تدريبية في نفس النوادي. تقوم الأكاديمية الرياضية، بتدريب الطلاب ويتخرجوا منها كمدربين يحملون شهادة الدبلوم الرياضي في العديد من الرياضات المختلفة، وهناك فرصة للتحضير لدراسة مستقبلية آخرى، خاصة في العلوم الإنسانية، أو التأهيل لامتحان القبول في أكاديمية الشرطة.  بالإضافة إلى ذلك، تقيم أكاديمية آلبورغ الرياضية تمرينًا سنويًا في الربيع، كما تقيم عدة أمسيات غنائية على مدار العام مع موضوعات.  كما توفر أكاديمية آلبورغ الرياضية مقرًا لنادي تسلق آلبورغ.

## الكنائس

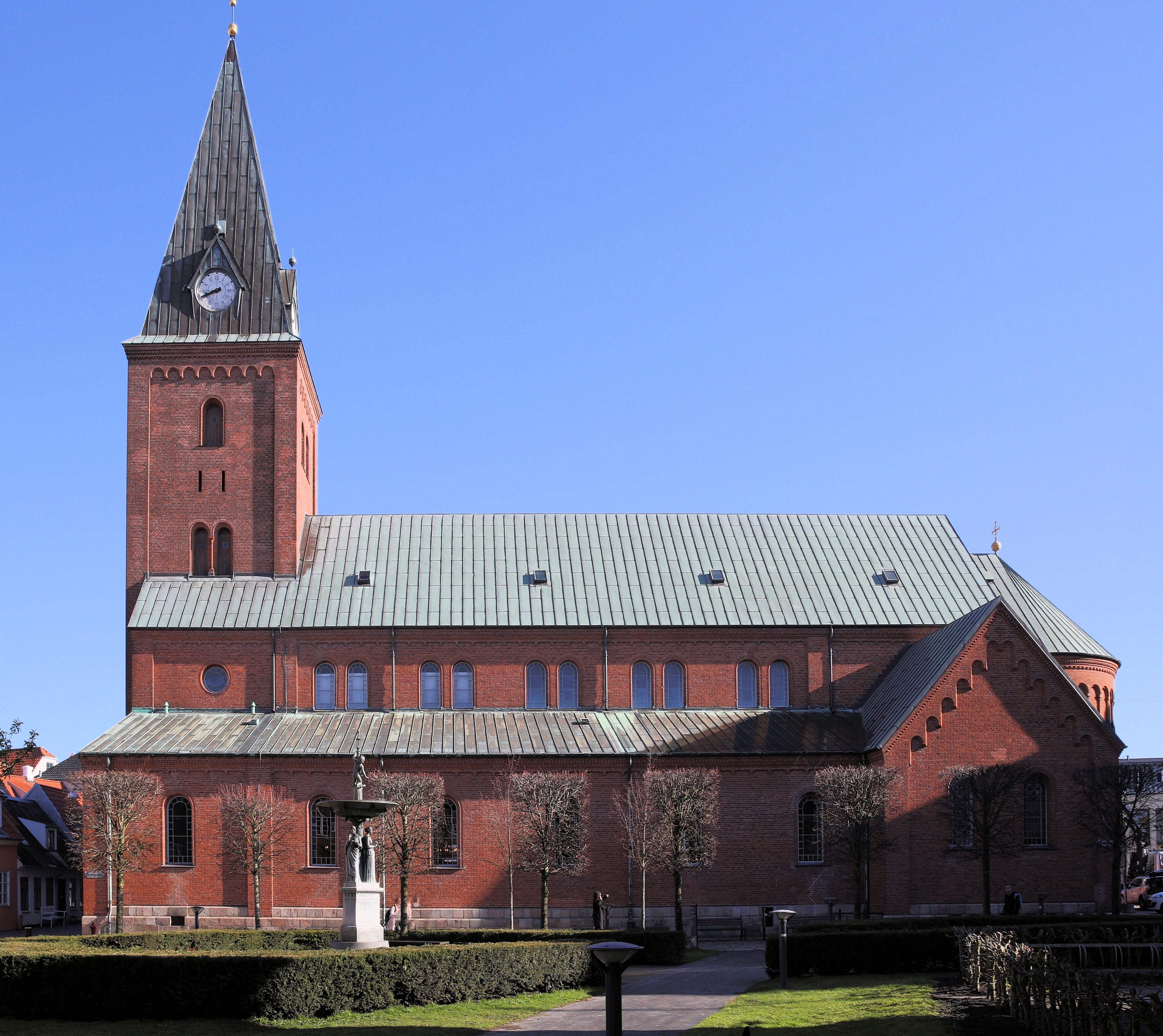
كنيسة السيدة العذراء

توجد ثلاث كنائس مركزية في آلبورغ.  كنيسة السيدة العذراء، وكنيسة بودولفي (كاتدرائية آلبورغ)، وكنيسة دير آلبورغ، وكلها تنتمي إلى مكتب أبرشية بودولفي آلبورغ.

### كنيسة السيدة العذراء
تم تصميم كنيسة السيدة العذراء  من قبل "J.E.Gnudtzmann" وتقع في وسط آلبورغ، بالقرب من شارع المشاة ومكتب أرشيف مدينة آلبورغ. الكنيسة مقامة منذ عام 1878، حيث كان هناك سابقًا كنيسة من القرون الوسطى ودير بينديكتين من القرن الثاني عشر.  في ذلك الوقت، كانت الكنيسة تُدعى كنيسة القديسة مريم وكانت ملحقة بدير بنديكتين فيما كان يُعرف آنذاك بالأطراف الشرقية للمدينة. لا يزال الجملون الغربي والبوابة المبنية من الجرانيت، باقية من آثار الكنيسة الأولى، وتعتبر من أقدم الأعمال فني في آلبورغ.

### كنيسة بودولفي
كنيسة بودولفي وهي كاتدرائية آلبورغ تتميز بموقعها المركزي في المدينة بين شارع الجاذ والساحة القديمة.  الشكل الحالي للكنيسة هو من عام 1941 إلى 1943م، عندما خضعت الكنيسة لعملية توسعة وإعادة بناء كبيرة.  قبل ذلك كانت كنيسة خشبية تعود إلى القرن الأول الميلادي.

### دير آلبورغ
يقع الدير وسط آلبورغ، خضعت الكنيسة على مدى فترة طويلة، من عام 2005م حتى 12 سبتمبر 2010م، لتجديد كبير، الذي تم بالتعاون مع دير ألبورغ وأبرشية بودولفي (كاتدرائية ألبورغ).  أثناء التجديد، تم إرسال جميع الأثاث في الكنيسة للتجديد من قبل العديد من الحرفيين، وتم استبدال المذبح والمعمودية بأخرى جديدة تمامًا.  تم هذه التجديدات بإشراف النحات البروفيسور موجينز مولر. أما مهندس التجديد بأكمله كان: أوله كنودسن، وكان مفتش البناء الملكي يعقوب بلايفيذ مراقبًا لهذه العملية. ولا تزال الكثير من النشاطات تقام في الدير كالصلاة وعبادات يوم الأحد والاحتفالات والتعميد وحفلات الزفاف، على الرغم من أن دير الروح القدس نفسه قد تحول إلى بيوت للمسنين.

## المواصلات

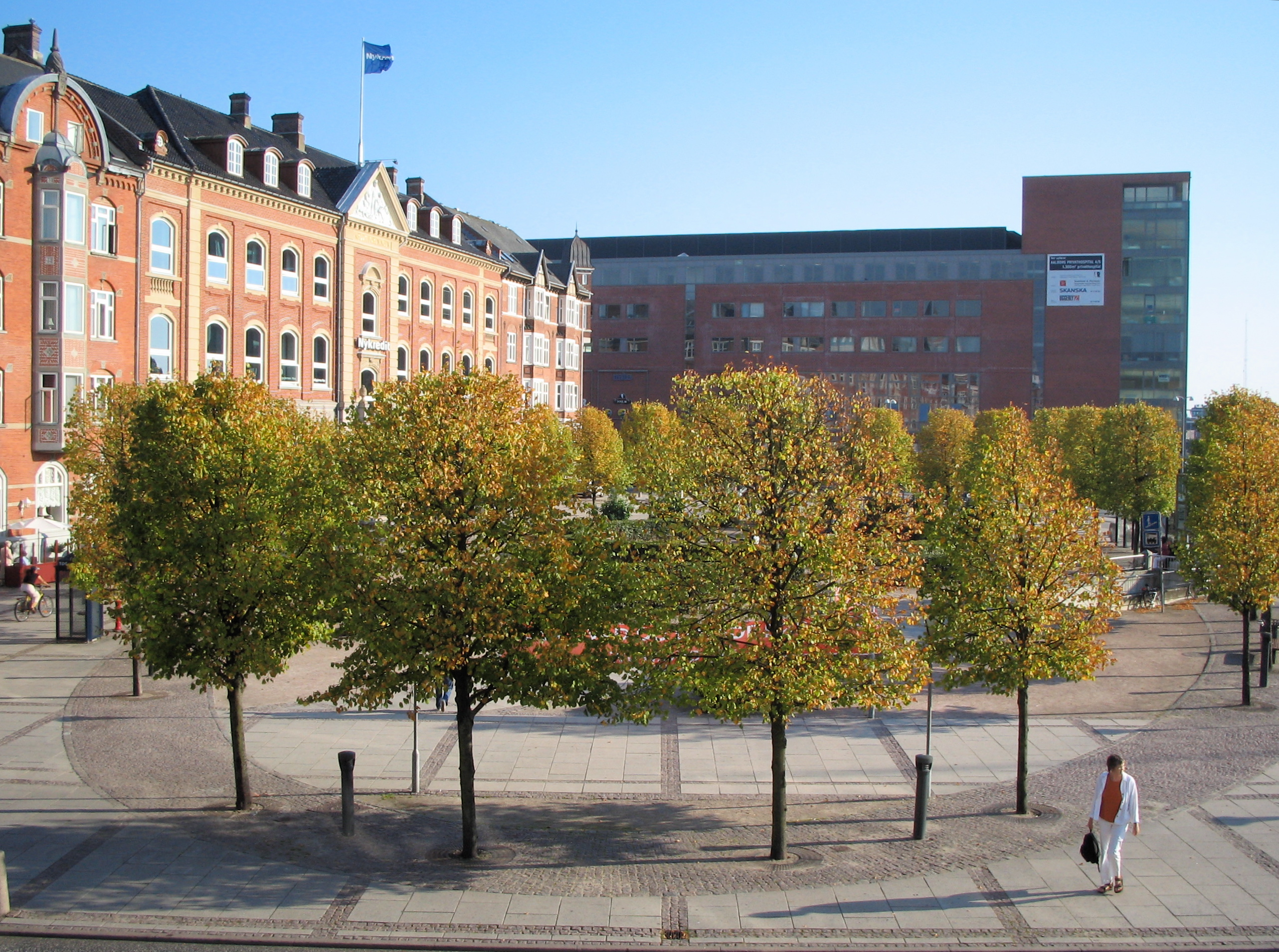
محطة الحافلات في مركز المدينة

يتميز مركز المدينة بأنه لا يوجد سوى طريقين رئيسيين للمرور يعبران ليمفيورد. لذلك  يعرف السكان والأشخاص الذين يتنقلون عبر المدينة جيدًا أنه خلال ساعات الذروة من المستحيل استخدام الطريق الرئيسي عبر المركز لأنه مزدحم بالسيارات.
نقطة التقاء حركة المرور في آلبورغ هي ساحة جون إف. كينيدي، حيث توجد كلاً من محطة حافلات ألبورغ ومحطة القطار.  هناك رحلات متكررة بالقطار إلى كل من كوبنهاون (½5 ساعات)، وآرهوس (ساعة ونصف)، هيورنغ (40 دقيقة)، فريدريكسهاون (ساعة وربع) وسكوربينغ (21 دقيقة).  تعد آلبورغ مركزًا لحركة مرور الحافلات "X-bus" التي تصل بين المدن في منطقة شمال يولاند ولديها رحلات إلى مدن كثيرة مثل "Rønbjerg" و "Asaa" و "Frederikshavn" و "Silkeborg" و "Holstebro" و "Randers" و "Aarhus" و "Esbjerg" و "Thisted".
بالنسبة للقطار بالرغم من وجود محطات لينهولم والمدينة الغربية وسكالبورغ وآلبورغ، والتي تخدمها جميعًا القطارات الإقليمية، إلا أن آلبورغ تعد واحدة من المدن القليلة نسبيًا في الدانمارك التي تخدمها العديد من محطات القطار الإقليمية.  تتوقف القطارات التابعة لـشركة "DSB" في محطات لينهولم ومحطة غربي المدينة وباينجوذن.
وقد عمدت الحكومة بالتعاون مع الحزب الليبرالي والحزب الشعبي الدنماركي والتحالف الليبرالي وبناءًا على اتفاقية المرور لحزب المحافظين الشعبي لعام 2013م ، لتخصيص مبلغ 276 مليون كرونة دانمركية لمسار السكة الحديدة إلى مطار آلبورغ من محطة لينهولم
أما حافلات النقل العام تقوم بتشغيلها شركة شمال يولاند للمواصلات وباعتبار آلبورغ البلدية الوحيدة في شمال يولاند، فإن بلدية ألبورغ هي المسؤولة عن تخطيط الطرق والجداول الُزَّمنية.
تُخَّدم المدينة 4 خطوط حفلات مترو، و 8 خطوط حافلات منتظمة بالإضافة إلى 5 خطوط حافلات ليلية (خطوط حافلات تعمل بعد منتصف الليل).
هناك ما يقارب من 281000 صعود على متن حافلات المدينة والمترو في بلدية البورك خلال الأسبوع، وتعمل البلدية الآن على نظام BRT" الذي سيكلف مبلغ 0.5 مليار كرونة ومن المتوقع أن يتم الإنتهاء من هذا المشروع "+ BUS" نهاية عام 2023م.
تعمل في المدينة سيارات أجرة تدير عملها شركة تكسي الدانمارك "Dantaxi 4x48"، بعد الاندماج مع تاكسي آلبورغ،
يعتبر مطار آلبورغ هو ثالث أكبر مطار في الدانمارك بقرابة 1.5 مليون مسافر سنويًا. الطريق الداخلي إلى كوبنهاون هو الأكثر نشاطًا في الدانمارك حيث يغادر حوالي 20 رحلة يوميًا، ويتم تشغيل الطريق من قبل كل من شركة SAS والنرويجية للطيران.  هناك أيضًا 17 طريقًا دوليًا إلى كل من لندن، برشلونة، نيس، ستوكهولم، أوسلو، مالطا، مايوركا، فاجار وأمستردام.  بالإضافة إلى ذلك، هناك زيادة حادة في حركة مرور الطائرات المستأجرة.

## التعليم
كونها واحدة من أكبر المدن في البلاد والمدينة المركزية لمنطقة كبيرة، تضم آلبورغ عددًا من المؤسسات التعليمية المختلفة.  تتبع للبلدية 19 مدرسة ابتدائية في آلبورغ والتي يتم تلقي فيها التعليم حتى الصف التاسع، وهناك أيضًا 7 مدارس خاصة في المدينة. وفي قطاع تعليم الشباب هناك عدة مدارس وكليات:
- كلية آلبورغ التقنية
- مدرسة آلبورغ للأعمال
- مدرسة كاتدرائية آلبورغ
- مدرسة آلبورغ التخصصية
- ثانوية آلبورغ الفنية
- كلية آلبورغ للتعليم العالي
- كلية هسيريس للتعليم العالي

وفي قطاع التعليم العلمي الجامعي والمهني
جامعة آلبورغ (AAU)
أكاديمية علوم المعلومات
معهد يولاند للموسيقى
جامعة نوايلاند
بالإضافة إلى كليات التعليم العالي الأخرى مثل:
- SOSU Nord التي تخرج مساعدين في مجال الرعاية الصحية
- VUC & HF Nordjylland مدرسة شمال يولاند لتعليم الكبار

## النشاط التجاري
من الناحية الاقتصادية، تشتهر المدينة بإنتاجها للأسمنت الأبيض والرمادي في مصنع أسمنت آلبورغ، كما تشتهر المدينة بالمنتجات التي تحوي مشروبات روحية، حيث تم تأسيس مصنع المشروبات الروحية في عام 1881م.
وتعتبر غرفة تجارة شمال الدانمارك التي أسسها التجار المحليون في نهاية عام 1431م الأقدم والأكبر في الدانمارك، بلغ عدد أعضاؤها أكثر من 600 عضو في منتصف عام 2019م وتقوم الغرفة بتنظيم الشؤون التجارية في المنطقة
والجدول الآتي يوضح أكثر الأماكن توظيفًا في آلبورغ (وظيفة بدوام كامل) هي:
| م.  | أماكن التوظيف في آلبورغ  | عدد الوظائف   |
| --- | ------------------------ | ------------- |
| 1.  | بلدية آلبورغ             | 16.782 (2013) |
| 2.  | مشفى جامعة آلبورغ        | 6.500 (2013)  |
| 3.  | جامعة آلبورغ             | 3.497 (2012)  |
| 4.  | شركة كهرباء سمينس        | 1.800(2014)   |
| 5.  | بنك"Spar Nord"           | 1.538 (2017)  |
| 6.  | شركة الاتصالات "Telenor" | 1.100 (2013)  |
| 7.  | قاعدة آلبورغ الجوية      | 1.000 (2003)  |
| 8.  | شركة "IDA" للخدمات       | 948 (2009)    |
| 9.  | شركة "KMD" للبرمجيات     | 900 (2012)    |
| 10. | جامعة شمال يولاند        | 800 (2011)    |

## المدن التوأم الشقيقة
يوجد لمدينة آلبورغ 34 مدينة توأمية حول العالم. وينفق السياسيون في آلبورغ معظم أموالهم على رعاية المدن التوأم. ويتم ترتيب زيارات للشباب من معظم المدن الشقيقة كل أربع سنوات لحدث الألعاب الرياضية (منذ 1975).
| - ألمير، هولندا - أنتيب، فرنسا - بودلسدورف، ألمانيا - إدنبرة، المملكة المتحدة (منذ 1991) | - Orsa، السويد - Orust، السويد - Ośno Lubuskie ‏،بولندا - بوشكين، روسيا - راسين، الولايات المتحدة - Rapperswil-Jona، سويسرا - Rendalen، النرويج - رندسبورغ، ألمانيا - Riga، لاتفيا - ريهيماكي، فنلندا - سيرمرسوك، جرينلاند - سولفانغ، الولايات المتحدة - تولتشا، رومانيا - فارنا، بلغاريا - فيلنيوس، ليتوانيا - ويسمار، ألمانيا - كالينينغراد، روسيا |

## مواليد آلبورغ
- "Hans af Danmark" هانز الدانماكي (1455-1513)، ملك الدنمارك والنروج والسويد، دوق سليسفي "Slesvig" وهولستين"Holsten"
- المدرسة ماري ثورا فريدريك بيدرسن (1954-1875) Thora Pedersen
- لاعب هوكي الحقل أندرياس راسموسن (1967-1893) Andreas Rasmussen
- مهندس الأثاث بورج موجينسن (Børge Mogensen (1914-1972
- الممثل الكوميدي بريبين كاس (Preben Kaas (1930-1981
- لاعب كرة القدم هينينج مونك ينسن (1947) Henning Munk Jensen
- لاعب كرة القدم هينينج ينسن (1949) Henning Jensen
- عضو البرلمان الأوربي والسياسية بريتا تومسين (Britta Thomsen (1954
- مخرج الأفلام أولى بورنيدال (Ole Bornedal (1959
- يس هيغ لاعب كرة القدم (Jes Høgh (1966
- مؤلف الأغاني والمنتج الموسيقي (Soulshock (1968
- السياسي والعضو السابق في البرلمان الأوروبي (Hanne Dahl (1970
- إبه سان لاعب كرة القدم (Ebbe Sand (1972
- بيتر غيذ بطول أوروبا وحامل برونزية كأس العالم في كرة الريشة (Peter Gade (1976
- لاعب كرة الريشة بيتر غيذ (1976)Peter Gade
- الفائز الأولمبي البرونزي في رمي الجلة والسياسي (Joachim B. Olsen (1977
- ميته فريدريكسن، رئيس وزراء الدانمارك الثاني والأربعون (Mette Frederiksen (1977
- لاعب رمي الكلة (الجلة) يواكيم أولسن (1977) Joachim B. Olsen
- لاعب كرة القدم توماس إنيفولسين (1987) Thomas Enevoldsen

## أعلام مقيمين في آلبورغ
- ينس مونك بحار ومستكشف نشأ في ألبورغ (1579–1628) Jens Munk
- المهندس المعماري يورن أوتزون (Jørn Utzon (1918-2008
- وزير العدل فرانك ينسين (1961)Frank Jensen